# Johnny Gitarr
Johnny Gitarr (originaltitel: Johnny Guitar) är en amerikansk westernfilm från 1954 i regi av Nicholas Ray. Manuset skrevs av Ben Maddow, men då han var svartlistad av House Un-American Activities Committee angavs istället Philip Yordan som manusförfattare. Sedan 2008 är filmen upptagen i amerikanska National Film Registry.

## Rollista
- Joan Crawford - Vienna
- Sterling Hayden - Johnny "Guitar" Logan
- Mercedes McCambridge - Emma Small
- Scott Brady - Dancin' Kid
- Ward Bond - John McIvers
- Ben Cooper - Turkey
- Ernest Borgnine - Bart Lonergan
- John Carradine - Tom
- Royal Dano - Corey
- Frank Ferguson - Williams
- Paul Fix - Eddie
- Rhys Williams - Mr. Andrews